# یوناه کوسی-آساری
یوناه کوسی-آساری (انگلیسی: Jonah Kusi-Asare؛ زادهٔ ۴ ژوئیهٔ ۲۰۰۷) بازیکن فوتبال اهل سوئد است که در حال حاضر برای باشگاه فوتبال بایرن مونیخ بازی می‌کند.

## دوران باشگاهی

### ای‌آی‌کی
یوناه کوسی-آساری در تیم‌های جوانان باشگاه فوتبال بروماپویکارنا بازی کرد و در ژانویه ۲۰۲۳ به باشگاه فوتبال ای‌آی‌کی منتقل شد. در ۲۸ اوت ۲۰۲۳، او در لیگ آلسونسکن در برابر واربری اولین بازی خود را برای AIK انجام داد و با ۱۶ سال، ۱ ماه و ۲۴ روز به جوان‌ترین بازیکن تاریخ AIK تبدیل شد. او فصل ۲۰۲۳ را با چهار بازی در آلسونسکن به پایان رساند.

### بایرن مونیخ
در ۱ فوریه ۲۰۲۴، کوسی-آساری با مبلغ ۴٬۵۰۰٬۰۰۰ یورو به معتبرترین باشگاه بوندس‌لیگا، بایرن مونیخ پیوست و قرار شد ابتدا به تیم زیر ۱۹ سال بپیوندد. او برای فصل ۲۰۲۴–۲۵ به بایرن مونیخ II ارتقا یافت.
او در ۳۰ اوت ۲۰۲۴ در یک بازی خانگی در رگیونالیگا بایرن برابر ویلزینگ به تساوی ۱–۱ رسید و اولین بازی خود را با بایرن مونیخ II انجام داد.
کوسی-آساری برای اولین بار در ۱۴ دسامبر ۲۰۲۴ به تیم بزرگسالان بایرن مونیخ دعوت شد تا در یک بازی خارج از خانه با نتیجه ۲–۱ در برابر ماینس ۰۵ شرکت کند.
او در ۶ ژانویه ۲۰۲۵ برای یک بازی دوستانه پس از پایان تعطیلات زمستانی ۲۰۲۴ به تیم بزرگسالان بایرن مونیخ دعوت شد و در دقیقه ۶۳ به جای مایکل اولیس در پیروزی ۶–۰ مقابل ردبول سالزبورگ به میدان رفت.

## زندگی شخصی
یوناه پسر یونس کوسی-آساری، بازیکن فوتبال سابق فوتبال سوئدی-غنایی است. مادر او فنلاندی است. او واجد شرایط بازی برای تیم‌های ملی فوتبال سوئد، غنا و فنلاند است.

## دوران ملی
وی همچنین در تیم‌های ملی فوتبال زیر ۱۶ سال سوئد و زیر ۱۷ سال سوئد بازی کرده است.